# KoIGoRoMo/Eternal Snow
「KoIGoRoMo/Eternal Snow」（こいごろも/エターナル・スノウ）は、榊原ゆいの19作目のシングル。2009年3月25日にFive Recordsからリリースされた。
「KoIGoRoMo」は、ニンテンドーDSソフト『ケメコデラックス!DS〜ヨメとメカと男と女〜』オープニングテーマになっており、「Eternal Snow」はテレビ東京『アニソンぷらす』2009年2月のオープニングテーマとして採用されている。

## 収録曲
1. KoIGoRoMo
  - 作詞：葉月みこ、作曲：濱田智之、編曲：幡手康隆
2. Eternal Snow
  - 作詞：吉野麻希、作曲：濱田智之、編曲：南利一
3. KoIGoRoMo（off vocal）
4. Eternal Snow（off vocal）